# Anthurium platyglossum
Anthurium platyglossum är en kallaväxtart som beskrevs av Luis Aloysius, Luigi Sodiro. Anthurium platyglossum ingår i släktet Anthurium och familjen kallaväxter. Inga underarter finns listade.